# Narebogölen
Narebogölen är en sjö i Eksjö kommun i Småland och ingår i Motala ströms huvudavrinningsområde. Sjön är 5 meter djup, har en yta på 0,114 kvadratkilometer och befinner sig 269,2 meter över havet. Sjön avvattnas av vattendraget Häradssjöbäcken. Vid provfiske har abborre, gädda och mört fångats i sjön.

## Delavrinningsområde
Narebogölen ingår i det delavrinningsområde (640257-145907) som SMHI kallar för Mynnar i Västra Lägern. Medelhöjden är 275 meter över havet och ytan är 26,09 kvadratkilometer. Det finns inga delavrinningsområden uppströms utan avrinningsområdet är högsta punkten. Häradssjöbäcken som avvattnar avrinningsområdet har biflödesordning 4, vilket innebär att vattnet flödar genom totalt 4 vattendrag innan det når havet efter 230 kilometer. Delavrinningsområdet består mestadels av skog (81 procent). Avrinningsområdet har 0,83 kvadratkilometer vattenytor vilket ger det en sjöprocent på 3,2 procent.